# نبرد زاپوریژیا
نبرد زاپوریژیا یک درگیری نظامی است که در ۲۷ فوریه ۲۰۲۲ در جریان تهاجم روسیه به اوکراین در سال ۲۰۲۲ به عنوان بخشی از حمله خرسون آغاز شد.
زاپوریژیا یک شهر بزرگ در امتداد رود دنیپر در مرکز اوکراین است و نیروگاه هسته‌ای زاپوریژیا، بزرگترین نیروگاه هسته‌ای اروپا در نزدیکی این شهر قرار دارد.

## نبرد
در ۲۶ فوریه، ارتش ۲۲ روسیه از کریمه به سمت شمال پیشروی کرد و شروع به نزدیک شدن به نیروگاه هسته‌ای زاپوریژیا کرد.
در ۲۷ فوریه، برخی درگیری‌ها در حومه جنوبی زاپوریژیا گزارش شد، بدون اینکه تلفاتی گزارش شود. نیروهای روسی اواخر همان شب شروع به گلوله‌باران زاپوریژژیا کردند. درگیری در واسیلیوکا، شهری در جنوب زاپوریژژیا نیز گزارش شده‌است.
در ۲۸ فوریه، وزارت دفاع روسیه از تصرف شهر نزدیک انرهودار که نیروگاه هسته‌ای دارد، خبر داد. با این حال، شهردار این ادعا که نیروهای اوکراینی کنترل شهر را از دست داده‌اند را رد کرد.

## حمله به نیروگاه هسته‌ای
در ۴ مارس ۲۰۲۲، نیروهای روسیه تلاش کردند تا کنترل نیروگاه را به دست گیرند. اورلوف بعداً در تلگرام اعلام کرد که برخی از ساختمان‌های واقع در نیروگاه هسته‌ای به دلیل حملات توپخانه‌ای که توسط نیروهای روسی انجام می‌شود در حال سوختن هستند، که با گزارش‌های خبری دیگر و تصاویر دوربین‌های مداربسته نیز تأیید شد. چندساعت بعد حمله به این نیروگاه متوقف شد و سازمان حوادث اضطراری اوکراین از مهار آتش‌سوزی خبر داد. براساس اعلام وزیر انرژی ایالات متحده آمریکا، هیچ تشعشع غیرمعمولی در اطراف نیروگاه مشاهده نشده است.